# Brasserie Van Den Bossche
La Brasserie Van Den Bossche (en néerlandais : Brouwerij Van Den Bossche) est une brasserie familiale belge située à Essche-Saint-Liévin dans la commune  de Herzele en province de Flandre-Orientale. Elle brasse principalement les bières d'abbaye Pater Lieven.

## Histoire
Arthur Van Den Bossche achète en 1897 un terrain au centre du village d'Essche-Saint-Liévin dans les Ardennes flamandes. L'année suivante, il y fait construire une brasserie. Il est marié avec une fille de la famille Callebaut de Wieze. Cette famille deviendra célèbre grâce au commerce du chocolat mais, à cette époque, elle est mieux connue dans le domaine brassicole. On raconte que la bière Buffalo a été créée en 1907 à cause de la maladresse d'un jeune ouvrier resté seul à la brasserie pendant que ses collègues assistaient à une représentation du cirque Buffalo Bill à Gand. Il ne remua pas assez un brassin et laissa brûler lors de l'empâtage le malt dans le fond de la cuve. Le résultat donna toutefois une bière foncée au goût fort agréable. Ainsi serait née la Buffalo 1907, la plus ancienne bière de la brasserie. En 1925, après la mort d'Arthur, sa veuve et, par la suite, ses deux fils Willy et Marc Van den Bossche poursuivent l'entreprise et créent la SPRL Van Den Bossche. En 1957, à l'occasion des festivités célébrées (tous les 50 ans) en l'honneur de Saint Liévin, la bière d'abbaye Pater Lieven est créée. En 1975, Ignace Van Den Bossche, le fils de Marc fait partie de l'entreprise et en devient le directeur en 1981. À partir de ce moment, il modernise la brasserie. Aujourd'hui, la quatrième génération de brasseurs Van Den Bossche a rejoint l'entreprise : Bruno Van Den Bossche, le fils aîné d'Ignace est responsable des activités commerciales et Emmanuel, son plus jeune frère, est récemment devenu actif dans la brasserie.
La brasserie puise une eau de grande qualité dans une nappe souterraine qui est déjà venue bien à point aux agriculteurs en cas de période de sécheresse.

## Bières

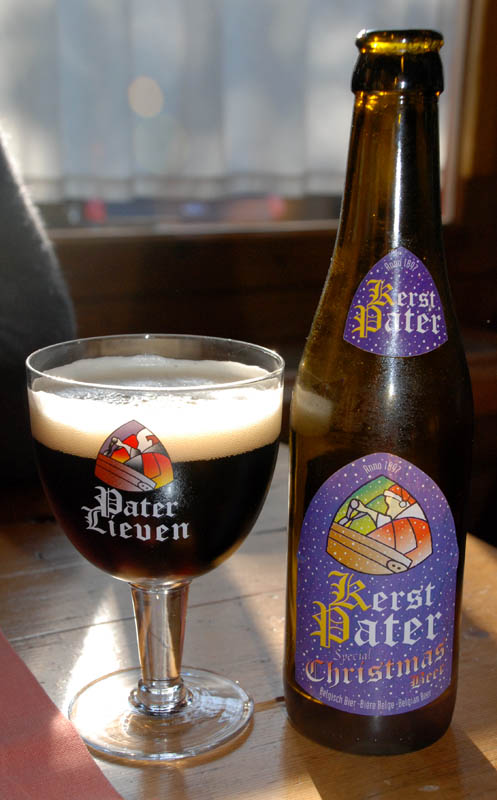
Pater Lieven Kerstpater

- Les bières d'abbaye Pater Lieven se déclinent en 5 variétés : Blond, Bruin, Tripel, Wit et Kerstpater.
- Les bières Buffalo se déclinent en 4 variétés : 1907, Bitter, Belgian Stout et Grand Cru.
- Lamoral Degmont, une bière blonde triple titrant 8 % en volume d'alcool
- Livinus, une bière blonde titrant 5,2 % en volume d'alcool